# Проскуряков, Николай Максимович
Никола́й Макси́мович Проскуряко́в (1 июня 1940, Шаровицы, Архангельская область — 17 мая 1994, Санкт-Петербург) — советский и российский учёный, горный инженер, профессор, доктор технических наук, ректор Ленинградского горного института (1983—1994), член-корреспондент Академии наук СССР (1987). Специалист в области разработки месторождений полезных ископаемых, физических процессов горного производства, и в области предотвращения газодинамических явлений при разработке пластовых месторождений

## Биография
Родился 1 июня 1940 года в деревне Шаровицы, Ленский район (Архангельская область).
В 1963 году окончил Ленинградский горный институт (ЛГИ), специальность «Подземная разработка месторождений полезных ископаемых».
1958—1959 — Секретарь институтского Комитета комсомола ЛГИ.
1970—1980 — декан Подготовительного отделения ЛГИ в городе Сланцы.
1980—1981 — декан Горного факультета ЛГИ.
1981—1983 — проректор по учебной работе ЛГИ.
С 1983 года — ректор Ленинградского горного института имени Г. В. Плеханова, одновременно, заведующий кафедрой (с 1985).
Являлся научным руководителем 15 кандидатов наук и консультантом 3 докторских работ.
Скончался 17 мая 1994 года в Санкт-Петербурге. Похоронен на Богословском кладбище.

## Научные достижения
Является соавтором 9-и патентов на изобретения. Преподавал курсы в области подземной разработки месторождений полезных ископаемых, механики горных пород и динамических проявлений горного давления.
Внёс научный вклад в процессы разработки калийных месторождений:
- 1968 — разработал научные основы механизма выбросов на калийных месторождениях.
- 1972 — создал технологические основы управления газодинамическими процессами при подземной отработке выбросоопасных калийных месторождений.
- 1978 — предложил и внедрил эффективные способы прогноза и предотвращения внезапных выбросов породы и газа в калийной промышленности.
- 1984 — разработал теоретические основы процессов фильтрации газа в калийных месторождениях.

## Членство в организациях
- Член КПСС
- Член-корреспондент АН СССР c 23.12.1987 — отделение геологии, геофизики, геохимии и горных наук (горные науки)
- Председатель Головного совета по разработке полезных ископаемых Минвуза РСФСР
- Председатель совета ректоров Санкт-Петербурга[4]
- член Инженерной академии РФ
- член Академии естественных наук РФ, вице-президентом (по Северо-Западному региону) Российской академии естественных наук
- член экспертного совета ВАК, председатель специализированного совета по защите докторских диссертаций
- член международного Бюро по механике горных пород

## Награды и премии
- Орден «Знак Почёта»

знаки:
- «Шахтёрская Слава» II и III степени
- «Изобретатель СССР»
- «За успехи в НИР студентов» Минвуза СССР
- Золотой знак Германо-Советской дружбы.